# Sinatra (Software)
Sinatra ist ein freies Webframework und eine in Ruby geschriebene domänenspezifische Sprache. Es ist eine Alternative zu anderen Ruby-Frameworks wie Ruby on Rails, Nitro, Camping und Rango. Sinatra setzt das Rack-Webserver-Interface voraus.
Sinatra wurde von Blake Mizerany entworfen und entwickelt und soll kompakt und flexibel sein. Es folgt nicht dem MVC-Muster, das in anderen Frameworks, wie zum Beispiel Ruby on Rails, zur Anwendung kommt. Stattdessen strebt Sinatra an, Webapplikationen schnell und mit minimalem Aufwand entwickeln zu können.
Einige bedeutende Firmen verwenden Sinatra, zum Beispiel Apple, die BBC, LinkedIn, Engine Yard, Heroku, GitHub und Songbird. Heroku stellt einen großen Teil der Finanzierung von Sinatra zur Verfügung.
Sinatra wurde 2007 erstellt und unter eine Open-Source-Lizenz gestellt.

## Beispiele

### Beispiel 1: eineWebappin einer Datei
Eine Hallo-Welt Webapplikation kann beispielsweise so aussehen:
```
#!/usr/bin/env ruby

require
 
'sinatra'

get
 
'/'
 
do

  
redirect
 
to
(
'/hello/World'
)

end

get
 
'/hello/:name'
 
do

  
"Hello 
#{
params
[
:name
]
}
!"

end

```

Gestartet wird ein solches Programm mit:
```
$
 
ruby
 
test.rb

```

Öffnet man im Browser:
```
http://localhost:4567

```

Kann man die Ausgabe Hello World! im Browser-Fenster sehen. Ruft man hingegen die URL
```
http://localhost:4567/hello/Ada

```

auf, so kann man die Ausgabe Hello Ada! im Browser-Fenster sehen.

### Beispiel 2: HTML-Code in derWebapp
Es ist möglich, HTML-Code mit ERuby (erb) in den Quellcode einzubauen:
```
#!/usr/bin/env ruby

require
 
'sinatra'

get
 
'/'
 
do

  
erb
 
:main

end

__END__

@@main

<!doctype html>

<html lang="en">

<head>

  <title>Welcome page</title>

  <meta charset="utf-8">

</head>

<body>

  <header>

    <h1>Welcome World!</h1>

  </header>

    <p>Welcome to this Website!

    </p>

</body>

</html>

```

## Von Sinatra beeinflusste Frameworks
Sinatra hat etliche Microframeworks in Ruby und anderen Programmiersprachen inspiriert. Normalerweise versuchen solche Frameworks, die domänenspezifische Sprache (DSL) von Sinatra möglichst gut nachzubilden.
- Ruby: Almost Sinatra,[7] Astaire,[8] Cuba,[9] Padrino (basierend auf Sinatra),[10] Pakyow,[11] Renee[12]
- PHP: Fat-Free,[13] Fitzgerald,[14] Glue,[15] klein,[16] Laravel,[17] Limonade,[18] MiMViC,[19] Silex,[20] Slim[21]
- JavaScript: Express,[22] Picard,[23] Roundabout,[24] Sammy[25]
- CoffeeScript: Zappa[26]
- Python: Bottle,[27] Denied[28] (was an April Fools joke[29]), Flask,[30] itty,[31] Juno[32]
- Erlang (Programmiersprache): Fresh,[33] Spooky[34]
- Groovy: Graffiti,[35] Ratpack[36]
- Scala: Scalatra,[37] BlueEyes[38]
- .NET: Martin,[39] Nancy,[40] Nina[41]
- Perl: Dancer, Mojolicious[42]
- Java: Spark,[43] Napalm,[44] Htmleasy[45]
- Haskell: Bird,[46] Loli[47]
- Fancy: Sinatra.fy[48]
- Bash: Astley,[49] sh.inatra[50]
- C: Bogart[51]
- F#: Frank[52]
- Lua: Mercury,[53] Orbit[54]
- Mirah: Shatner[55]
- Objective-C: RCRouter[56]
- Vala: Valatra[57]
- Nim: Jester[58]

Im Juli 2011 diskreditierte ein Individuum oder eine Gruppe, die sich als Mitglieder des Sinatra-Teams ausgaben, das Dancer-Projekt. Dieser Vorfall hat dazu geführt, dass das Sinatrateam öffentlich das Dancer-Projekt und andere Nachbauten guthieß.